# Михаил Склир
Михаил Склир е източноримски (византийски) чиновник, протопроедър и анаграф на Другувития през XI век.
Налице са археологически данни от различни селища в страната за около десет екземпляра на отпечатъци на неговия печат. Това води до извода, че Михаил Склир води активна кореспонденция по време на своя административен период. Вероятно това е свързано с настаняването на гарнизони в редица крепости от това време в днешна Южна България и превръщането им в първа защитна линия след ликвидиране на византийското военно присъствие в днешна Северна България.